# Уокингам
Уокингам (на английски: Wokingham) е град в източната част на област (графство) Бъркшър, регион Югоизточна Англия. Той е административен център на едноименната община Уокингам. Населението на града към 2001 година е 39 544 жители.
Уокингам е пазарно селище от 1219 година, а от 1583 година е обявен официално за град със специална грамота от кралица Елизабет I. Настоящата сграда на кметството е изградена през 1860 година и е една от главните забележителности. През периода на Викторианската епоха, градът е наричан и с името „Оакингам“ („Оак“ на английски означава „дъб“). Дъбовите листа и жълъди са основни символи в герба на Уокингам.

## География
Уокингам е разположен в долината на река Лодон, само на няколко километра югоизточно от най-големия град в графството – Рединг. Също в непосредствена близост но в източна посока е разположен град Бракнъл. Трите града, заедно с прилежащите към тях села образуват голяма сливаща се урбанизирана територия с население от близо 400 000 жители. На около 28 километра в източно направление, започват западните части на метрополиса Голям Лондон.

## Транспорт
От ЖП гарата на Уокингам оперират постоянни железопътни връзки с Рединг, лондонската гара „Ватерло“ и лондонското летище „Гетуик“.
В непосредствена близост северно от града се намира голям пътен възел на Автомагистрала М4, обслужваща един от най-важните транспортни коридори в кралството, преминаващ по направлението изток-запад и свързващ столицата Лондон с агломерацията на Бристъл и урбанизираните територии на южен Уелс при градовете Кардиф и Суонзи.